# Microtatorchis musciformis
Microtatorchis musciformis är en orkidéart som beskrevs av Rudolf Schlechter. Microtatorchis musciformis ingår i släktet Microtatorchis och familjen orkidéer. Inga underarter finns listade i Catalogue of Life.